# إدوين كونكلين
إدوين كونكلين (بالإنجليزية: Edwin Conklin)‏ هو عالم حيوانات وأحيائي أمريكي، ولد في 24 نوفمبر 1863 في والدو في الولايات المتحدة، وتوفي في 20 نوفمبر 1952 في سان دييغو في الولايات المتحدة.

## وصلات خارجية
- إدوين كونكلين على موقع الموسوعة البريطانية (الإنجليزية)